# Fenton John Anthony Hort

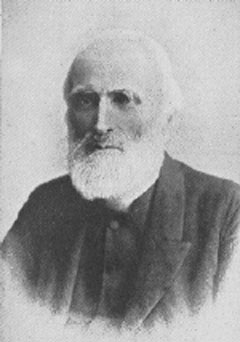
Fenton J. A. Hort

Fenton John Anthony Hort (* 23. April 1828 in Dublin; † 30. November 1892 in Cambridge) war ein irisch-britischer, anglikanischer Theologe. Auch war er botanisch interessiert, sein Autorenkürzel lautet hier Hort.

## Leben
Hort besuchte ab 1841 die Rugby School und wechselte 1846 ans Trinity College in Cambridge. 1852 wurde er gewähltes Mitglied des College und blieb es bis 1857. Er war befreundet mit Edward White Benson, Joseph Barber Lightfoot, Brooke Foss Westcott und F. D. Maurice, den er öffentlich verteidigte, als dieser 1853 seinen Lehrstuhl am King’s College verlor. Hort, Westcott und Lightfoot wurden auch als „Cambridge Triumvirat“ bezeichnet. 1854 wurde Hort zum Diakon, 1856 in der Kathedrale von Ely zum Priester geweiht. Zusammen mit John Eyton Bickersteth Mayor brachte er das Journal of Classical and Sacred Philology heraus.
1857 heiratete er und wurde für fünfzehn Jahre Vikar in St. Ippolyts in Hertfordshire. Mit dem Beruf als Gemeindepriester kam er jedoch nicht zurecht; insbesondere das Predigtenschreiben und -halten war für ihn als perfektionistischen und introvertierten Gelehrten sehr schwierig. 1863 erlitt er einen Nervenzusammenbruch, und bis 1865 war er nicht als Geistlicher tätig. In dieser Zeit hielt er sich den Winter über in Cheltenham und im Sommer in den Alpen auf. Im Sommer 1860 fassten Hort, Westcott und Lightfoot den Plan zu einem historisch-kritischen Kommentar zum ganzen Neuen Testament. Hort verfertigte dazu nur drei kleinere Teile, die posthum veröffentlicht wurden. 1870 wurde er ins Komitee zur Revision des Neuen Testaments der King-James-Bibel berufen (Revised Version).
Ab 1871 hielt er die Hulsean Lectures an der Cambridge University, 1872 wurde er Mitglied und Dozent des Emmanuel College und zog nach Cambridge, 1878 wurde er Hulsean Professor of Divinity und danach ab 1887 Lady Margaret’s Professor of Divinity bis zu seinem Tod. Er hielt die Predigt bei der Weihe Westcotts zum Bischof von Durham. Diese Predigt strengte ihn so an, dass seine Gesundheit darunter litt, und er verbrachte die letzten zwei Jahre als Halbinvalide. Seine letzte Vorlesung hielt er im April 1892, sein letzter Artikel war über Lightfoot im Dictionary of National Biography.
Hort war ein bedeutender Vertreter der neutestamentlichen Textkritik im 19. Jahrhundert. Westcott und Hort gaben 1881 gemeinsam The New Testament in the Original Greek heraus, eine griechische Textausgabe, die Grundlage für viele Bibelübersetzungen und Revisionen wurde. Sie beschritt methodisch neue Wege und revolutionierte die Textgestaltung der neutestamentlichen Textausgaben. Der Einführungsband von Hort erschien 1896. Nach seiner Methode verläuft die Textkritik in vier Schritten:
1. Die Suche nach dem inneren Zeugnis (internal evidence of readings). Dieses überprüft die innere Wahrscheinlichkeit und den Abschreibevorgang (intrinsic and transcriptional probability).
2. Widerstreiten sich beide, ist der Gesamtcharakter rivalisierender Schriftstücke (internal evidence of documents) zu bedenken.
3. Weiterschreiten muss man zu Gruppen gemeinsamer Manuskripte. Gemeinsame Lesarten bedeuten gemeinsamer Ursprung (internal evidence of groups of manuscripts).
4. Die vorhandenen Mischlesarten führen zur Notwendigkeit einer genealogischen Betrachtung (genealogical evidence). Die Mischung führt dazu, dass man die einzelnen Lesarten mehr oder weniger isoliert betrachten muss.

Hort war kein Parteigänger irgendeiner der kirchlichen Parteien, sondern hatte ein eigenes Urteil, wodurch er überall aneckte. Sein übertriebener Perfektionismus verhinderte, dass er seine Werke zu Ende brachte und veröffentlichte. Er war kein Spezialist – er war nicht nur ein hervorragender Textkritiker und Neutestamentler, sondern auch ein wichtiger Kirchengeschichtler, Philosoph und Theologe, der in die Fragen seiner Zeit tief eintauchte.

## Werke
Zum Dictionary of Christian Biography trug er 70 Artikel bei, vor allem zum Thema frühe Gnosis. Alle sonstigen Werke Horts wurden posthum in London veröffentlicht.
- Two dissertations: I. On ΜΟΝΟΓΕΝΗΣ ΘΕΟΣ [Monogenes theos] in scripture and tradition. II. On the “Constantinopolitan” creed and other Eastern creeds of the Fourth century. London 1876; Textarchiv – Internet Archive
- The Way, the Truth, the Life. Hulsean lectures for 1871. Cambridge / London 1893; Textarchiv – Internet Archive
- Judaistic Christianity. 1894, eine Antwort auf Ferdinand Christian Baur; Textarchiv – Internet Archive
- Prolegomena to St. Paul’s Epistles to the Romans and the Ephesians. 1895; Textarchiv – Internet Archive
- Six lectures on The Ante-Nicene Fathers. 1895; Textarchiv – Internet Archive
- The Christian Ecclesia. 1897, ein Werk über die Entwicklung der Kirche im Neuen Testament; Textarchiv – Internet Archive
- Village Sermons, 1897
- The First Epistle of St.Peter I, 1 - II, 17. 1898; Textarchiv – Internet Archive
- Village Sermons in outline. 1900
- Notes Introductory to the Study of the Clementine Recognitions. 1901; Textarchiv – Internet Archive
- Book VII of the Stromateis of Clement of Alexandria. Zus. mit Joseph B. Mayor. 1902; Textarchiv – Internet Archive
- The Apocalypse of St. John 1-3. 1908; Textarchiv – Internet Archive
- The Epistle of St. James 1,1-4,7. 1909; Textarchiv – Internet Archive
- F. J. A. H.: Lightfoot, Joseph Barber. In: Sidney Lee (Hrsg.): Dictionary of National Biography. Band 33: Leighton – Lluelyn. MacMillan & Co, Smith, Elder & Co., New York City / London 1893, S. 232–240 (englisch, Volltext [Wikisource]).